# Karl-Theodor zu Guttenberg
Karl-Theodor Maria Nikolaus Johann Jacob Philipp Franz Joseph Sylvester Buhl-Freiherr von und zu Guttenberg (München, 5 december 1971) is een voormalig Duits politicus. Hij is lid van de christen-conservatieve partij CSU.

## Persoonlijk leven
Guttenberg stamt uit een oude Frankische adellijke familie. Hij is in februari 2000 getrouwd met Stephanie Gräfin von Bismarck-Schönhausen (een betachterkleindochter van Otto von Bismarck). Het paar heeft twee dochters.
Hij is kleinzoon van Karl Theodor Freiherr zu Guttenberg (1921-1972), die eveneens CSU-politicus was.

## Carrière
Guttenberg zat sinds 2002 in de Bondsdag, het Duitse parlement. Hij was Bondsdaglid namens de kieskring Kulmbach.
Hij was van 10 februari tot en met 27 oktober 2009 minister van Economische Zaken en Technologie in het Kabinet-Merkel I. Daarvoor was hij secretaris-generaal van zijn partij. Vanaf eind oktober 2009 tot en met 1 maart 2011 was hij in het tweede Kabinet-Merkel de Minister van Defensie.
In februari 2011 kwam Guttenberg in opspraak vanwege mogelijk plagiaat in zijn proefschrift waarop hij in 2007 summa cum laude aan de rechtenfaculteit van de Universiteit van Bayreuth was gepromoveerd. In februari van 2011 werd zijn doctorstitel door de universiteit ingetrokken. Op 1 maart nam Guttenberg ontslag als Minister van Defensie. Drie dagen later gaf hij ook zijn zetel in de Bondsdag op. De plagiaatsaffaire leverde hem de bijnaam 'Zu Googleberg' op.
Sinds september 2011 is hij lid van de in Washington D.C. gevestigde denktank Center for Strategic and International Studies.